# Gare de Capdenac
La gare de Capdenac est une gare ferroviaire française de la ligne de Brive-la-Gaillarde à Toulouse-Matabiau via Capdenac, située sur le territoire de la commune de Capdenac-Gare, dans le département de l'Aveyron, à proximité de Capdenac, dans le département du Lot, en région Occitanie.
Elle est mise en service en 1858, par la Compagnie du chemin de fer de Paris à Orléans (PO). C'est une gare de la Société nationale des chemins de fer français (SNCF), desservie par des trains de grandes lignes Intercités de nuit et des trains régionaux TER Occitanie.

## Situation ferroviaire
Établie à 178 mètres d'altitude, la gare de Capdenac est située au point kilométrique (PK) 243,245 de la ligne de Brive-la-Gaillarde à Toulouse-Matabiau via Capdenac, entre les gares ouvertes de Figeac et de Salles-Courbatiès. Elle est séparée de cette dernière par la gare fermée de Naussac.
Gare de bifurcation, elle est l'origine, au PK 243,245 de la ligne de Capdenac à Rodez, la prochaine gare ouverte étant Viviez - Decazeville, précédée par l'arrêt fermé de Vernet, et les gares fermées de Saint-Martin-de-Bouillac et Penchot. Elle est également l'aboutissement, au PK 730,433, de la ligne de Cahors à Capdenac non exploitée, dont la gare précédente est La Madeleine-sur-Lot.

Vues d'ensemble de la gare
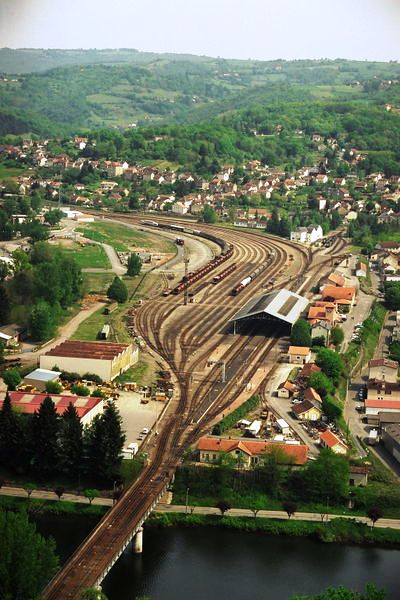
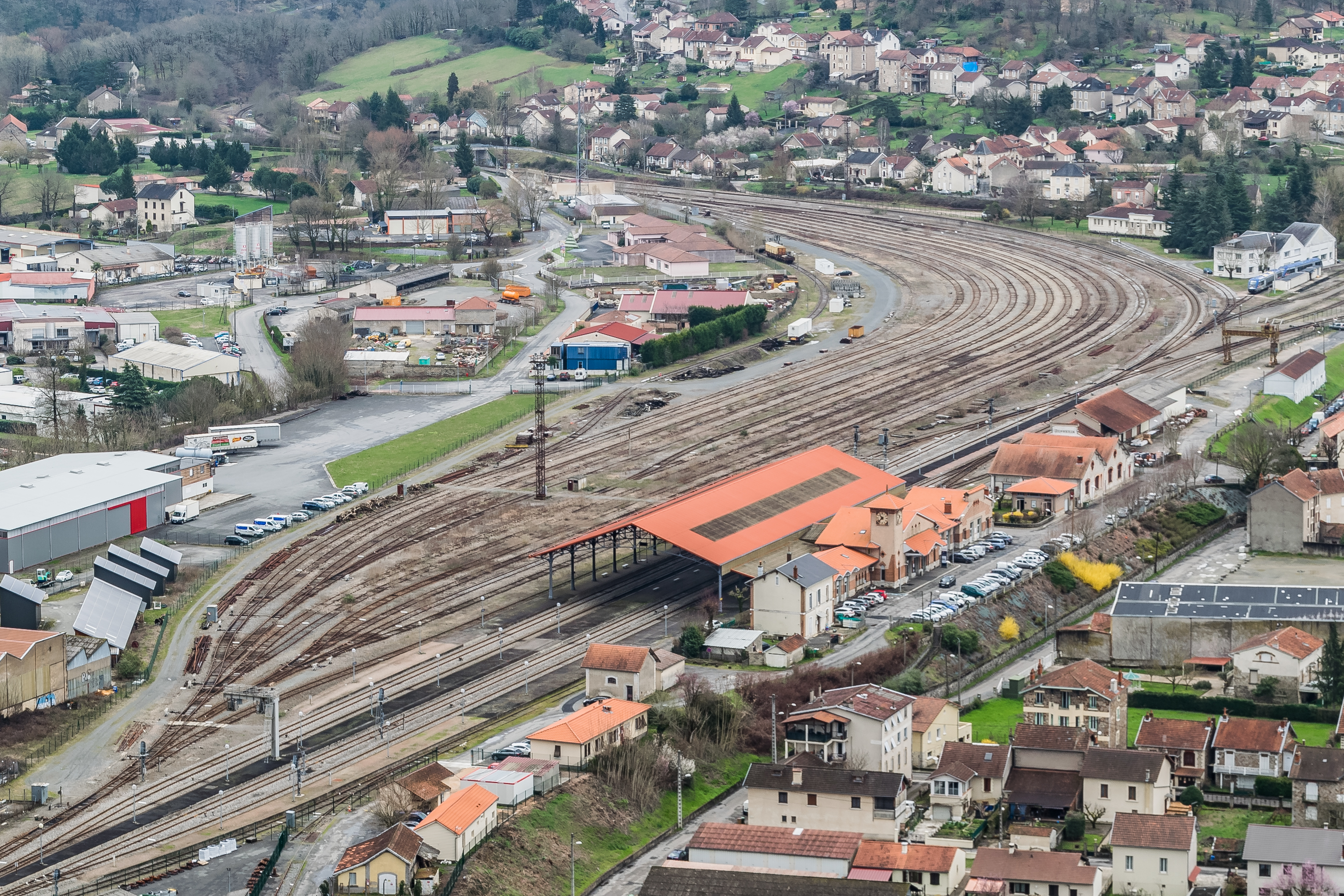
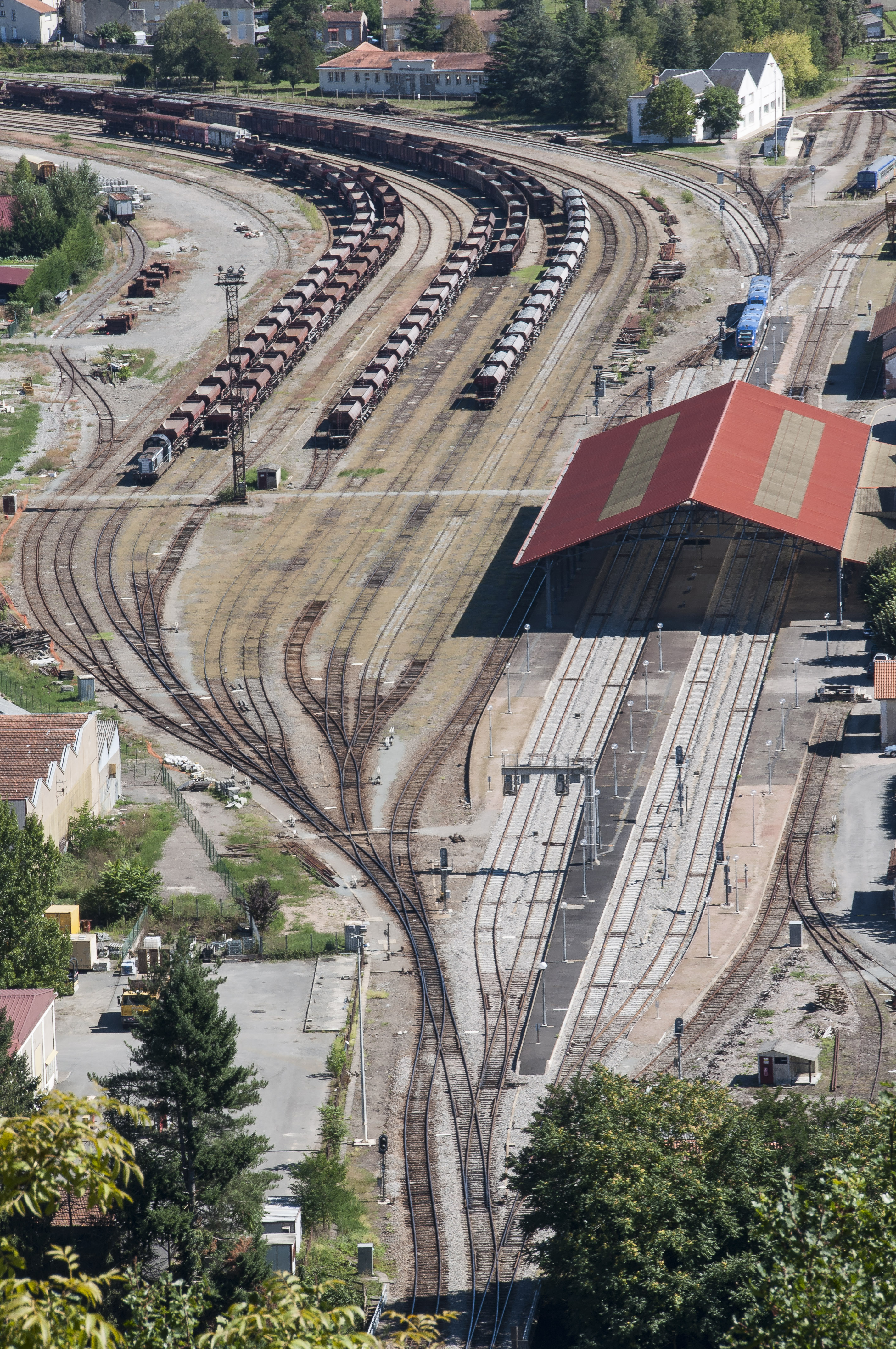

## Histoire
La station de Capdenac est mise en service le 30 août 1858 par la Compagnie du chemin de fer de Paris à Orléans (PO), lorsqu'elle ouvre à l'exploitation le chemin de fer de Montauban à Capdenac qu'elle a reprise, encore en travaux, le 11 avril 1857 lors du démantèlement de la Compagnie du chemin de fer Grand-Central de France. La station est édifiée sur la rive gauche du Lot.
Situé à proximité de Decazeville, le site devient au XIXe siècle la plus importante gare de triage d'Aveyron et du sud Massif central, avec un nœud ferroviaire constituant une étoile à cinq branches. La gare devient ainsi plaque tournante ferroviaire du bassin houiller et sidérurgique de Decazeville et Aubin. Autour de cette gare va naître progressivement la ville de Capdenac-Gare, officiellement devenue commune en 1891.

Desserte en 1989
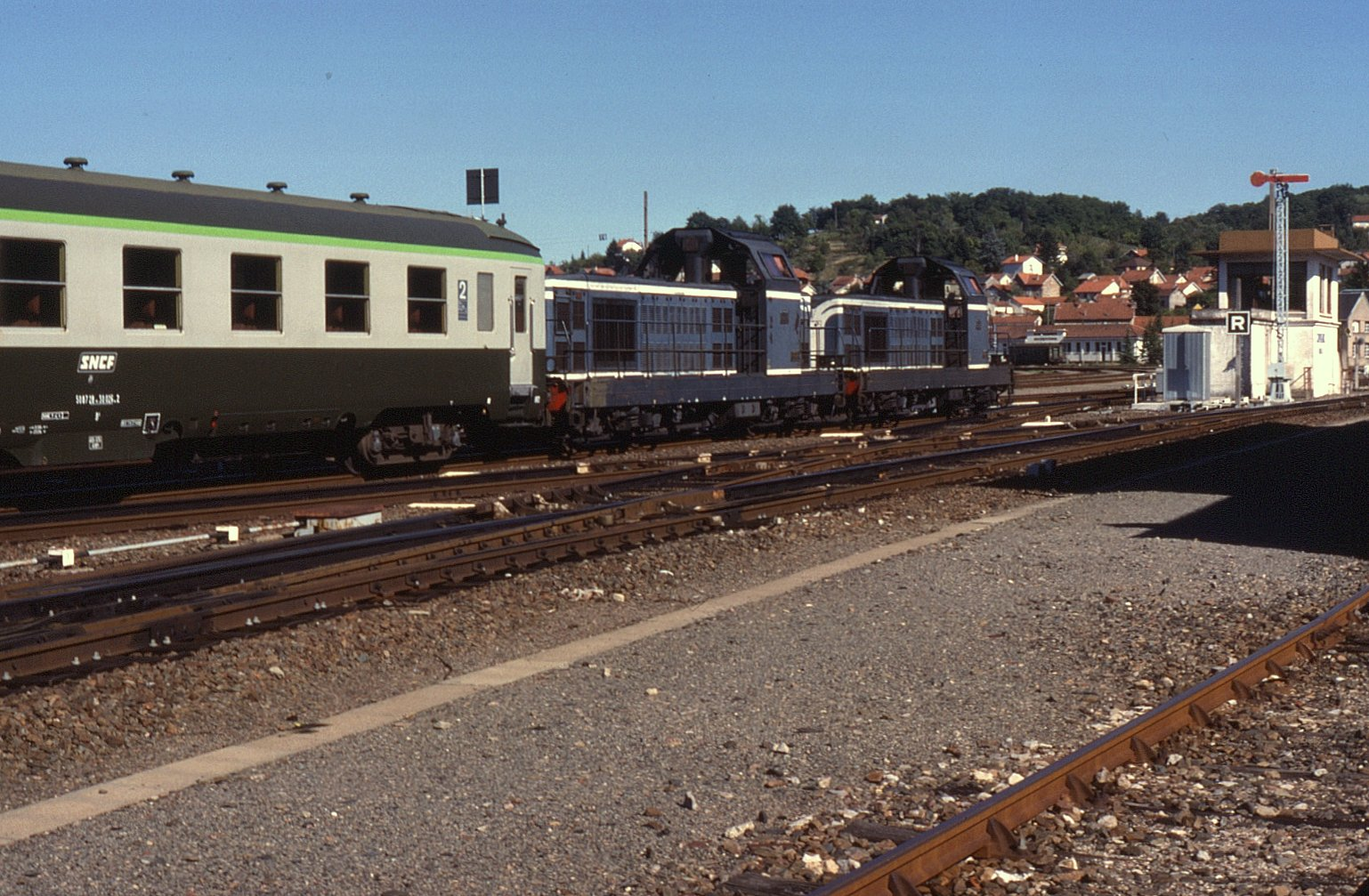
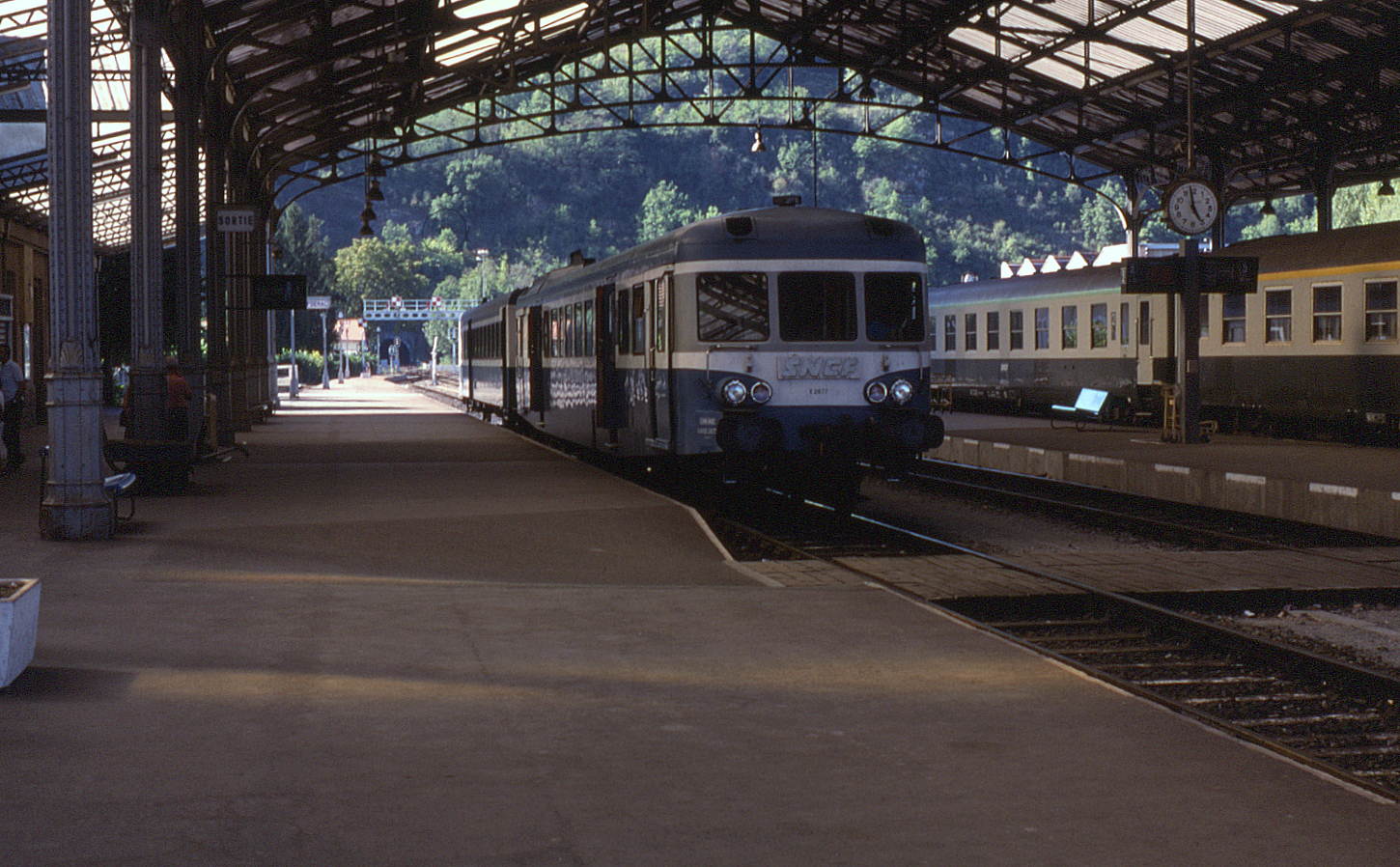

À partir du 15 novembre 2021, Capdenac est desservie par les trains de fret de Railcoop reliant Viviez - Decazeville au triage de Saint-Jory (près de Toulouse). Toutefois, la coopérative ferroviaire cesse cette activité fin avril 2023 pour des raisons financières, tandis que son bâtiment technique (jouxtant la gare) s'est par ailleurs effondré trois semaines auparavant.

## Fréquentation
De 2015 à 2023, selon les estimations de la SNCF, la fréquentation annuelle de la gare s'élève aux nombres indiqués dans le tableau ci-dessous :
| Année                      | 2015   | 2016   | 2017   | 2018   | 2019    | 2020    | 2021    | 2022    | 2023    |
| -------------------------- | ------ | ------ | ------ | ------ | ------- | ------- | ------- | ------- | ------- |
| Voyageurs seuls            | 76 135 | 73 838 | 75 990 | 71 224 | 107 834 | 82 518  | 121 278 | 164 724 | 146 452 |
| Voyageurs et non voyageurs | 95 169 | 92 298 | 94 988 | 89 031 | 134 793 | 103 147 | 151 598 | 205 905 | 183 065 |

## Service des voyageurs

### Accueil
Gare SNCF, elle dispose d'un bâtiment voyageurs, avec guichet, ouvert tous les jours. Elle est équipée d'automates pour l'achat de titres de transport.

Installations
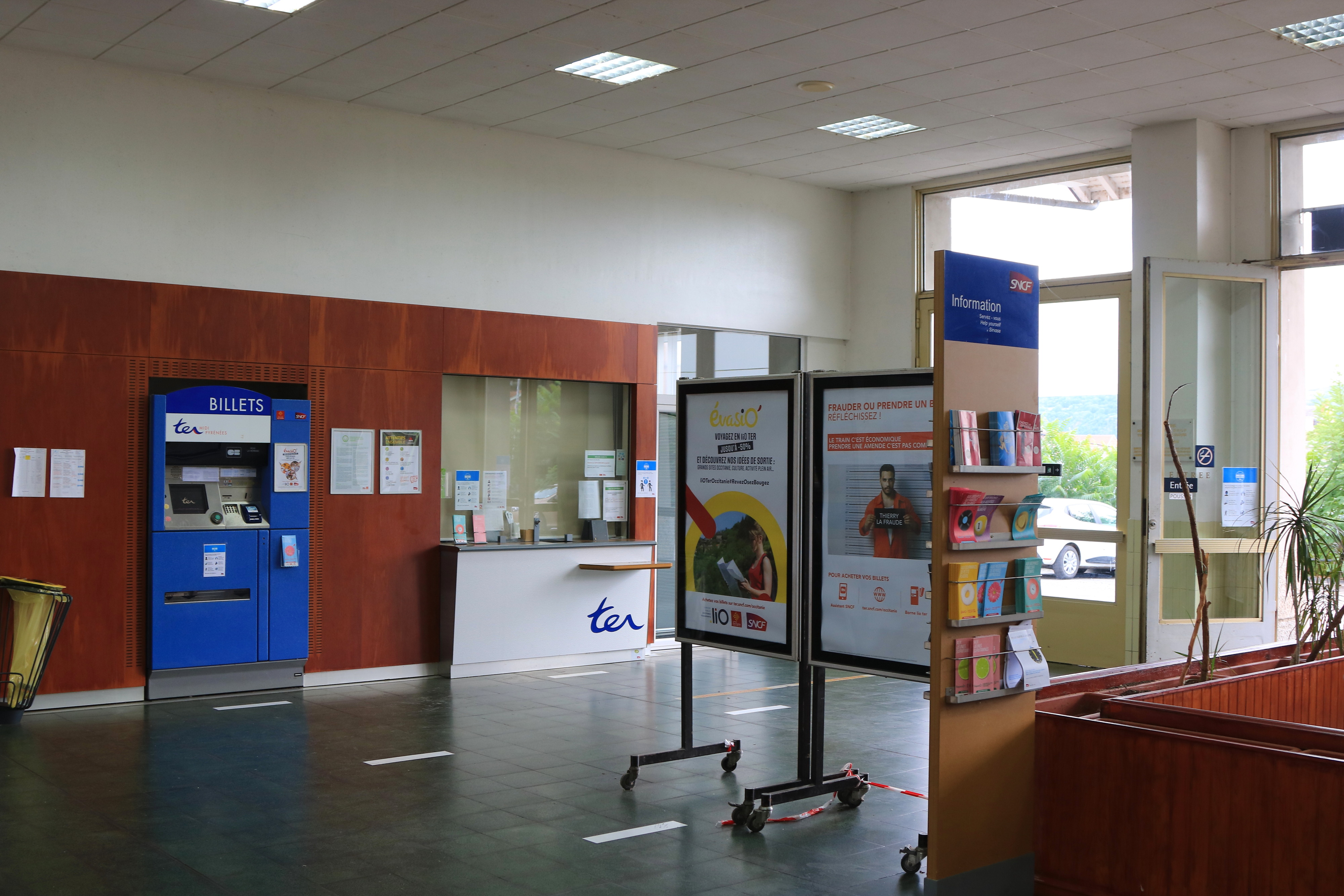
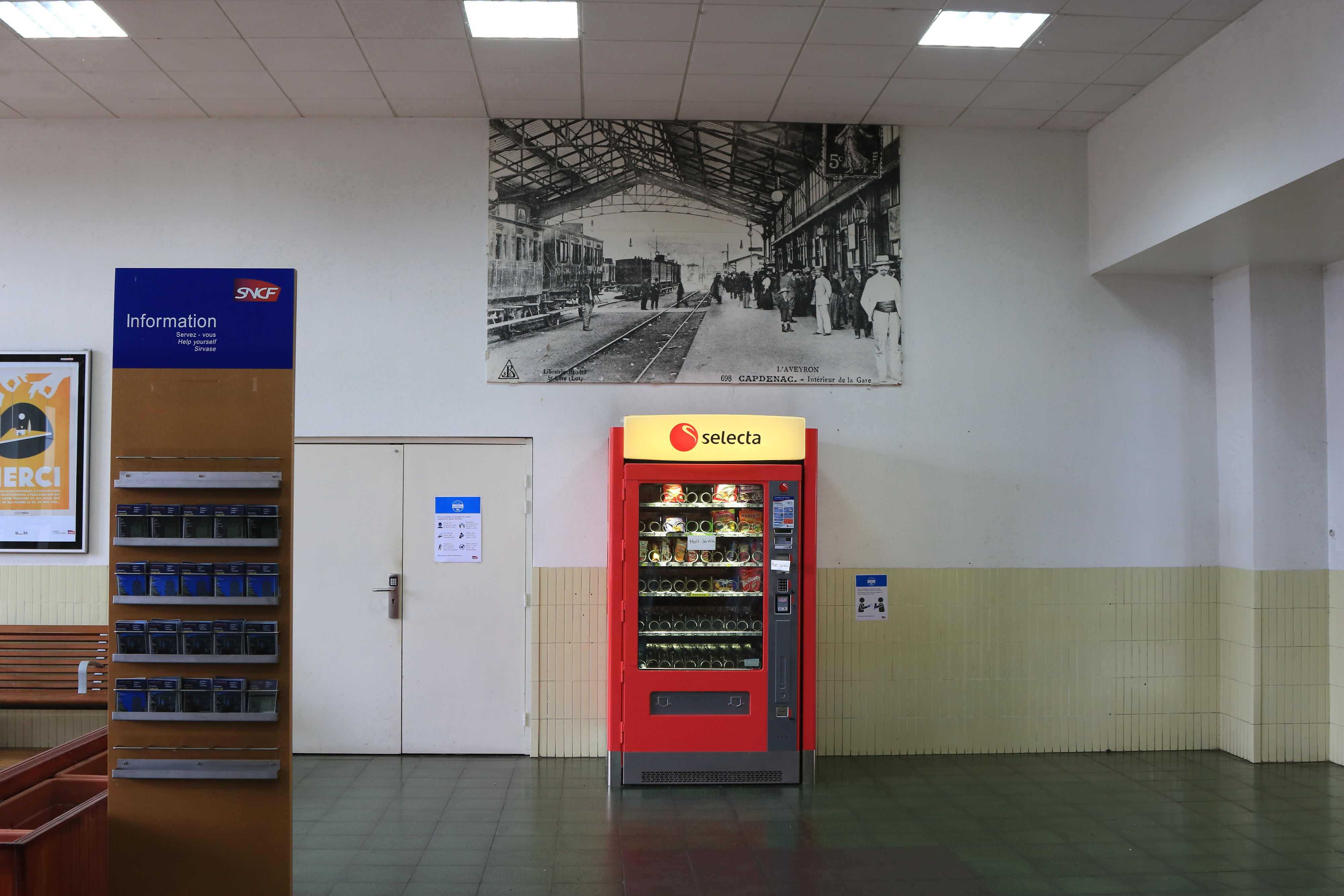
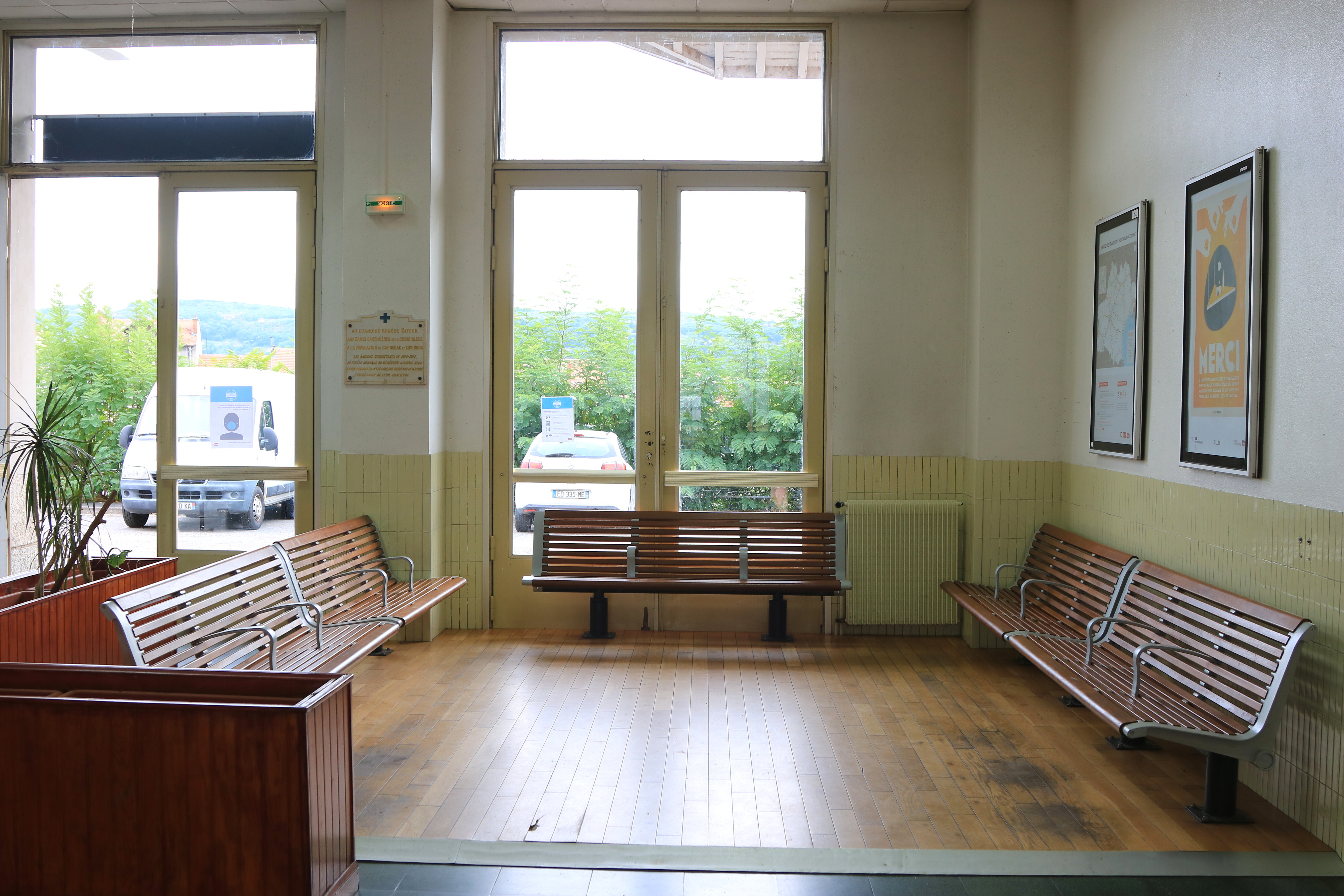

### Desserte
Capdenac est desservie par un train Intercités de nuit qui circule entre Paris-Austerlitz et Rodez ou Albi-Ville et par des trains TER Occitanie circulant entre Brive-la-Gaillarde et Rodez ainsi qu'entre Capdenac et Toulouse-Matabiau.

### Intermodalité
Un parc pour les vélos et un parking sont aménagés.

## Service des marchandises
Cette gare est ouverte au service du fret.